# لوئیزویل قدیمی
لوئیزویل قدیمی (به انگلیسی: Old Louisville) یک محله و بافت تاریخی در ایالات متحده آمریکا است که در لوییویل، کنتاکی واقع شده‌است.